# Hugo Rau
Hugo Rau (* 26. Dezember 1856 in Dettingen an der Erms; † 1940) war ein württembergischer Oberamtmann.

## Beruf
Hugo Rau war ein Sohn des Diakons und Pfarrverwesers Karl Gottlieb David Rau und dessen zweiter Ehefrau Sophie, geb. Kurz. Er besuchte von 1866 bis 1870 die Lateinschule in Schorndorf und von 1870 bis 1874 das Lyzeum in Reutlingen. Anschließend studierte er von 1874 bis 1878 Regiminalwissenschaft in Tübingen.
Seit 1874 war er Mitglied der Studentenverbindung Landsmannschaft Ghibellinia Tübingen. Er legte 1880 die erste und 1881 die zweite höhere Dienstprüfung beim Innenministerium ab. Im Frühjahr 1880 begann er seine berufliche Laufbahn als Regierungsreferendar beim Oberamt Leonberg. 1881 war er Aktuariatsverweser beim Oberamt Backnang und von 1882 bis 1883 beim Oberamt Freudenstadt. 1883 wurde er Amtmann beim Oberamt Maulbronn und 1884 Polizeikommissar beim Stadtpolizeiamt in Stuttgart. 1887 wechselte er zum Medizinalkollegium, er war dort als Expeditor mit dem Titel Sekretär beschäftigt. Als Oberamtmann leitete er von 1893 bis 1902 das Oberamt Münsingen und von 1902 bis 1924 das Oberamt Gmünd. 1924 ging Hugo Rau in den Ruhestand.
Sein Bruder war Edmund Rau.

## Nachweise
1. 1 2  Hugo Rau in der Deutschen Digitalen Bibliothek
2. ↑  Landsmannschaft Ghibellinia Tübingen (Hrsg.): Jubiläumsausgabe der Mitteilungen aus der Ghibellinia zum 120. Stiftungsfest, Stuttgart 1965, Seite 45.

| Personendaten    | Personendaten                 |
| ---------------- | ----------------------------- |
| NAME             | Rau, Hugo                     |
| KURZBESCHREIBUNG | württembergischer Oberamtmann |
| GEBURTSDATUM     | 26. Dezember 1856             |
| GEBURTSORT       | Dettingen an der Erms         |
| STERBEDATUM      | 1940                          |